# 革命茶馆
革命茶馆是中国西藏自治区拉萨市的藏式甜茶馆，1982年开业，截至2010年有三个店面，分别位于拉萨市人民体育场西侧（总店），体育场东侧，北京西路拉萨海关大楼附近。